# 中和庄
中和庄（日语：／ Chūwa Shō）為臺灣日治時期1920年10月至1945年10月間存在之行政區，隸屬台北州海山郡，庄名取自中坑的「中」與漳和的「和」，為今新北市中和區及永和區（合稱雙和地區）。

## 行政區劃
中和庄在清治時期及日治時期初期屬擺接堡的20個庄，在1901年11月11月隸屬臺北廳枋橋支廳，在1901年12月7日被劃入臺北廳的「第22區」、「第23區」。在1904年4月1日，此20庄整併為漳和庄、中坑庄、四十張庄、外員山庄、員山仔庄、永和庄、龜崙蘭溪洲庄、潭墘庄、南勢角庄、秀朗庄等20庄。1906年1月1日，第22區及第23區合併為「枋藔區」，區長役場位在漳和庄。1920年10月1日，原堡里之行政區廢除，街庄改為大字；前述10庄合併為臺北州海山郡「中和庄」，轄域內分為中坑、漳和、四十張、外員山、員山子、南勢角、永和、龜崙蘭溪洲、潭墘、秀朗十個大字。
- 中坑大字下有「牛埔」、「灰磘」小字名。
- 漳和大字下有「枋寮」、「二八張」、「山脚」、「廟子尾」、「瓦磘」小字名。
- 永和大字下有「水尾」、「芎蕉脚」小字名。
- 龜崙蘭溪洲大字下有「頂溪洲」、「下溪洲」小字名。
- 秀朗大字下有「尖山脚」、「下秀朗」、「虎吼口」小字名。
- 南勢角大字下有「頂南勢角」、「外南勢角」、「橫路鹿寮」小字名。
- 潭墘大字下有「潭墘」、「店子」小字名。

二戰後，中和庄改制為臺北縣中和鄉。1958年，龜崙蘭溪洲大字之全部，及潭墘、秀朗兩個大字之一部分獨立組成「永和鎮」（今永和區），其餘仍稱中和鄉。1978年，中和鄉改制為「中和市」。2010年12月25日，中和市、永和鎮因臺北縣升格為新北市而均改制為市轄區。
| 1901年 | 1901年                                   | 1906年 | 1906年       | 1920年-1945年 | 1920年-1945年 | 1958年         |
| 區     | 街庄                                     | 區     | 街庄         | 街庄          | 大字          | 鄉鎮           |
| ------ | ---------------------------------------- | ------ | ------------ | ------------- | ------------- | -------------- |
| 第22區 | 牛埔庄、灰磘庄、中坑庄                   | 枋藔區 | 中坑庄       | 中和庄        | 中坑          | 中和鄉         |
| 第22區 | 二十八張庄、枋藔庄、山腳庄               | 枋藔區 | 漳和庄       | 中和庄        | 漳和          | 中和鄉         |
| 第22區 | 內圓山庄(部分)                           | 枋藔區 | 四十張庄     | 中和庄        | 四十張        | 中和鄉         |
| 第22區 | 內圓山庄(部分)                           | 枋藔區 | 員山仔庄     | 中和庄        | 員山子        | 中和鄉         |
| 第22區 | 外圓山庄                                 | 枋藔區 | 外員山庄     | 中和庄        | 外員山        | 中和鄉         |
| 第22區 | 水尾庄、芎蕉腳庄                         | 枋藔區 | 永和庄       | 中和庄        | 永和          | 中和鄉         |
| 第23區 | 內南勢角庄、外南勢角庄、橫路庄、鹿寮坑庄 | 枋藔區 | 南勢角庄     | 中和庄        | 南勢角        | 中和鄉         |
| 第23區 | 店仔街庄、龜崙蘭溪洲庄、挖仔庄           | 枋藔區 | 龜崙蘭溪洲庄 | 中和庄        | 龜崙蘭溪洲    | 永和鎮         |
| 第23區 | 潭墘庄                                   | 枋藔區 | 潭墘庄       | 中和庄        | 潭墘          | 永和鎮、中和鄉 |
| 第23區 | 秀朗庄、尖山腳庄                         | 枋藔區 | 秀朗庄       | 中和庄        | 秀朗          | 永和鎮、中和鄉 |

## 庄長
| 任次 | 姓名     | 肖像 | 出身   | 就任時間      | 卸任時間      | 備註           |
| ---- | -------- | ---- | ------ | ------------- | ------------- | -------------- |
| 1    | 俞英     |      | 台北州 | 1920年10月1日 | 1924年9月30日 | 原任枋藔區長   |
| 2    | 趙登旺   |      | 台北州 | 1924年10月1日 | 1928年8月10日 | 曾任枋藔區書記 |
| 3    | 江讚慶   |      | 台北州 | 1928年8月10日 | 1932年        |                |
| 4    | 吉田道定 |      | 福島縣 | 1932年        | 1941年        | 後任汐止街長   |
| 5    | 平野義助 |      | 大阪府 | 1941年        | 1945年        | 原任平溪庄長   |

## 大事記
- 1922年4月1日，設立漳和公學校溪州分校。
- 1927年4月1日，漳和公學校溪州分校獨立為溪州公學校。
- 1927年，板橋郵便局開辦電話事務。
- 1927年，圓通禪寺建寺。
- 1929年，庄長江讚慶捐出2500圓設立中和庄圖書館。
- 1934年，設置枋寮臨時公有市場。
- 1937年2月，跨越新店溪連結台北市與中和庄的川端橋（今中正橋）竣工，龜崙渡因此廢止。
- 1938年5月13日，海山神社舉行鎮座式落成。

## 人口
| 大字別     | 內地人 | 台灣人 | 中華民國人 | 小計   |
| ---------- | ------ | ------ | ---------- | ------ |
| 漳和       | 45     | 3,700  | 33         | 3,778  |
| 中坑       | 0      | 1,457  | 2          | 1,459  |
| 四十張     | 4      | 579    | 1          | 584    |
| 外員山     | 5      | 523    | 0          | 528    |
| 員山子     | 0      | 324    | 0          | 324    |
| 永和       | 6      | 813    | 0          | 819    |
| 龜崙蘭溪洲 | 32     | 2,920  | 7          | 2,959  |
| 潭墘       | 13     | 1,283  | 3          | 1,299  |
| 南勢角     | 1      | 3,024  | 6          | 3,031  |
| 秀朗       | 6      | 1,655  | 8          | 1,669  |
| 小計       | 112    | 16,278 | 60         | 16,450 |

## 設施
- 中和庄役場：位在中和庄漳和字枋寮
- 漳和公學校→漳和國民學校（1908年設立，1946年更名為中和國民學校）
- 溪洲公學校→溪洲國民學校（1922年設立，1968年更名為永和國小）
- 臺北陸軍病院中和分院
- 枋寮警察官吏派出所
- 溪洲警察官吏派出所
- 員山警察官吏派出所
- 南勢角警察官吏派出所
- 板橋水道
- 中和信用購買利用組合

## 舊跡名所
- 炮藥倉：位於永和字芎蕉腳庄的清代火藥庫遺址。
- 瓦磘：1853年與1859年爆發泉漳械鬥的地點。
- 貓英鯽魚方腸：永和字水尾溪（一名貓英）自古以來即有方腸鯽魚棲息。定為台北八景之一。
- 圓通寺
- 海山神社
- 網溪別墅
- 中和八景：尖山晚渡、璧湖石怪、潭墘甘泉、石門灘音、福和鐘聲、員山遠眺、網溪泛月、永和暮潮[8]